# بیستریتسه ناد پرنشتینم
بیستریتسه ناد پرنشتینم (به چکی: Bystřice nad Pernštejnem) یک منطقهٔ مسکونی و شهرستان دارای شهرک سابقاً روستا در جمهوری چک است که در ناحیه ژدار ناد سازاووو واقع شده‌است. بیستریتسه ناد پرنشتینم ۸٬۹۴۹ نفر جمعیت دارد.

## خواهرخوانده
شهرهای کریمیتشوا، Boguchwała, Mád و ورانو ناد تپلیو خواهرخوانده‌های بیستریتسه ناد پرنشتینم هستند.